# 大然閣ホテル火災事故
大然閣ホテル大火災事故（デヨンガクホテルだいかさいじこ、朝: 대연각호텔 대화재 사고）は、1971年12月25日9時50分に大韓民国の首都ソウル特別市中区忠武路の「大然閣 (대연각) ホテル」（地下2階、地上22階建、延床面積19,304平方メートル）で発生した火災である。
163人が死亡し、63人が負傷した。物的損害は、当時の消防の推定で約8億3820万ウォンとされた。

## 大然閣ホテルとは
大然閣ホテルは、かつて日本統治時代に五大百貨店のうちの一つに数えられた平田百貨店の跡地に建てられた高級ホテルである。位置的には明洞と南大門市場との中間の忠武路（日本統治時代の本町）にあり、近くには新世界百貨店の本店がある。
1967年に着工し1969年竣工、24階（地上22階、地下2階）の高さ82.2メートルで延べ面積は19,304平方メートル。施工主は極東建設で、その会長金用山自らがホテルの代表取締役に就任した。

## 事故経過
事故が起きたのはクリスマス当日であり、パーティーのため多くの宿泊客が滞在していた。出火は午前9時50分頃、1階のコーヒーショップでLPガスが爆発。可燃性の内壁に延焼し、1時間ほどで21階建ての建物全体に火が回った。
ホテルの周辺には5階建て前後の低い建物が隣接していたため、下層階にいた人たちは危険を察知して隣の建物の屋上に飛び降りたり、カーテンやシーツのようなものを裂いて紐を作り、それをつたって降りたりした。8階からシーツをかぶって飛び降り、幸いなことに足首の負傷だけで奇跡的に生き残った女性もいたが、飛び降りた人の中では生存者よりも犠牲者が多かった。

## その後
1973年に改修し、ビクトリアホテルと改称して営業を再開、1974年12月、大然閣観光に買収された。その後、高麗大然閣タワー（고려대연각타워）と改称、オフィスビルとなった。大然閣観光は1982年以降、高麗通商と社名を変更し、高麗通商グループを形成。会長の李康学（이강학）は元警察長官である。
IMF経済危機による高麗証券などの子会社の経営破綻でグループ自体は解体しているが、高麗通商は元子会社の東光製薬との循環出資でビルの所有を継続している。
この事故とは別に、2010年2月27日に同じ場所で再度火災が発生した。火災は屋上の冷却塔で発生したが、消防車が出動し14分後に鎮火した。